# Cuando me enamoro (telenovela)
Cuando me enamoro es una telenovela mexicana dirigida por Karina Duprez y Lily Garza y producida por Carlos Moreno Laguillo para Televisa. Es la adaptación de la telenovela mexicana La mentira original de Caridad Bravo Adams. Está adaptada por Martha Carrillo y Cristina García.
Está protagonizada por Silvia Navarro y Juan Soler; y con las participaciones antagónicas de Rocío Banquells, Jessica Coch y Lisardo. Cuenta además con las actuaciones estelares de José Ron, René Casados, Julieta Rosen, Lourdes Munguía, Martha Julia y las primeras actrices Yolanda Mérida e Irma Dorantes.

## Sinopsis
La telenovela comienza con el nacimiento de dos niñas llamadas Regina y Roberta. Ambas hijas de Roberto Gamba (Sebastián Rulli), pero de distinta madre. Regina, hija de Regina Soberón de Gamba (Lidia Ávila - Julieta Rosen) (esposa de Roberto) y Roberta, hija de Josefina "Pepa" Álvarez Martínez (Margarita Magaña - Rocío Banquells) (amante de Roberto). 
Cuando Roberto le dice a Pepa que no va a abandonar a su mujer y a su hija Regina. Josefina "Pepa" llena de rabia después de provocar el fallecimiento de Roberto y ver que Roberta no queda en el testamento de él, decide secuestrar a la hija de Regina para vengarse de ella y hacerla sufrir. Pepa le cambia el nombre a Regina por Renata y huye lejos con las dos niñas (dejando a Regina destrozada de dolor por la pérdida de su hija).
Años después, Pepa se casa con el millonario Gonzalo Monterrubio (Jorge de Silva - René Casados). Este adopta a sus hijas y las quiere como si fuesen suyas. Así es como Pepa se convierte en doña Josefina "Fina" Álvarez Martínez de Monterrubio.
Años después, Roberta (Jessica Coch) es novia de Rafael Gutiérrez (Sebastián Zurita), uno de los empleados de Gonzalo. Rafael queriendo demostrarle a Roberta que es capaz de darle los gustos a los que está acostumbrada, renuncia a las empresas Monterrubio y se hace dueño de unos viñedos muy exitosos en Ensenada.
Sin embargo, "Fina" (Rocío Banquells) asesina a Rafael y le hace creer a Roberta que este la dejó. Jerónimo Linares de la Fuente (Juan Soler), un empresario que vive en España viaja a México a visitar a su medio hermano Rafael y a pedir la mano de Roberta.
En el aeropuerto, Jerónimo tiene encuentro casual con Renata Monterrubio (Silvia Navarro) y enseguida queda hechizado de ella. Al enterarse del fallecimiento de su hermano, Jerónimo jura vengarlo (haciendo imposible la vida de aquella mujer a la que él llamaba "La Bonita"). Todo apunta a una mujer cuyo nombre empieza por "R". En un primer momento sus sospechas irán hacia Roberta (que es la verdadera). Pero Fina se las ingenia para hacerle creer a Jerónimo que es su hermana Renata. El destino le mostrará que estaba equivocado.

## Elenco
- Silvia Navarro - Renata Monterrubio Álvarez de Linares / Regina Gamba Soberón.
- Juan Soler - Jerónimo Linares De la Fuente.
- Rocío Banquells - Josefina "Fina / Pepa" Álvarez Martínez de Monterrubio.
- Jessica Coch - Roberta Monterrubio Álvarez / Roberta Gamba Álvarez.
- René Casados - Gonzalo Monterrubio.
- Julieta Rosen - Regina Soberón Vda. de Gamba / de Monterrubio.
- Guillermo Capetillo - Antonio Iriondo.
- Alfredo Adame - Honorio Sánchez.
- Lourdes Munguía - Constanza Monterrubio de Sánchez.
- Yolanda Mérida - Manuela.
- Martha Julia - Marina Sepúlveda.
- Lisardo - Agustín Dunant.
- José Ron - Matías Monterrubio.
- Odiseo Bichir - Álvaro Nesme.
- Luis Gatica - Lázaro López.
- Yolanda Ventura - Karina "Kari" Aguilar de Nesme.
- Grettell Valdez - Matilde "Mati" López.
- Carlos de la Mota - Carlos Estrada.
- Aleida Núñez - Alfonsina Campos Flores de Fierro.
- Alejandro Ruiz - Ezequiel Fierro.
- Ferdinando Valencia - José María "Chema" Casillas.
- Julio Mannino - Saúl Guardiola.
- Wendy González - Adriana Beltrán / Adriana Sánchez Beltrán nº1.
- Florencia de Saracho - Adriana Sánchez Beltrán nº2.
- Eleazar Gómez - Aníbal Cuevas.
- Sebastián Zurita - Rafael Gutiérrez De la Fuente.
- Magda Karina - Maritza Del Río. / Blanca Ocampo. / Dominique De la Rivera.
- Hugo Macías Macotela - Padre Severino.
- Irma Dorantes - Catalina "Doña Cata" viuda de Soberón.
- Olivia Bucio - Inés Fonseca de Del Valle.
- Antonio Medellín - Isidro Del Valle.
- Zoraida Gómez - Julieta Montiel.
- Ilithya Manzanilla - Arely.
- David Ostrosky - Benjamín Casillas.
- Geraldine Galván - Allisson Contreras.
- Michelle Ramaglia - Priscila.
- Marco Uriel - Comandante Cantú.
- Jackie García - Selene Carrasco.
- Jesús Moré - Diego Lara.
- Vanessa Mateo - Lorea.
- Pablo Cruz Guerrero - Daniel.
- H Loggan - "Pipe".
- Yoselin Sánchez - Beth Arteaga
- Jorge Alberto Bolaños - Licenciado Ramiro Soto.
- Mario Zulayca - Humberto.
- Luis Reynoso - Leoncio Pérez.
- Sara Monar - Gema de Ibarrola.
- Sussan Taunton - Luciana Peniche.
- Raquel Morell - Ágatha Beltrán.
- Marco Muñoz - Germán Ibarrola.
- Christian Vega - Andrés del Valle Fonseca.
- Arturo Peniche - Obispo Juan Cristóbal Gamboa Martelli.
- Sebastián Rulli - Roberto Gamba Salgado
- Lidia Ávila - Regina Soberón de Gamba (joven).
- Margarita Magaña - Josefina "Pepa" Álvarez Martínez (joven).
- Jorge de Silva - Gonzalo Monterrubio (joven).
- Georgina Domínguez - Regina Gamba Soberón / Renata Monterrubio Álvarez (niña).
- Mario Carballido - Honorio Sánchez (joven).
- Ana Mauriney Sendra - Constanza Monterrubio de Sánchez (joven).
- Silvia Manríquez - Catalina "Cata" Vda. de Soberón (joven)
- Susana Diazayas - Inés Fonseca de Del Valle (joven).
- Juan Ángel Esparza - Isidro Del Valle (joven).
- Araceli Rangel - Ágatha Beltrán (joven).
- Alejandro Calva - Manríquez.

## DVD
El Grupo Televisa lanza a la venta en formato DVD sus novelas.

## Versiones
- La mentira (1952) película dirigida por Juan José Ortega. Protagonizada por Marga López, Jorge Mistral y Gina Cabrera.
- La mentira (1965) telenovela dirigida y producida por Ernesto Alonso para Televisa. Protagonizada por Julissa, Enrique Lizalde y Fanny Cano.
- Calúnia (1966) telenovela dirigida por Wanda Kosmo  para Rede Tupi (Brasil). Protagonizada por Fernanda Montenegro, Sérgio Cardoso y Geórgia Gomide.
- La mentira (1970) película dirigida por Emilio Gómez Muriel. Protagonizada por Julissa, Enrique Lizalde y Blanca Sánchez.
- El amor nunca muere (1982) telenovela dirigida por Alfredo Saldaña y producida por Ernesto Alonso para Televisa. Protagonizada por Christian Bach, Frank Moro y Silvia Pasquel.
- La mentira (1998) telenovela dirigida por Sergio Cataño y producida por Carlos Sotomayor para Televisa. Protagonizada por Kate del Castillo, Guy Ecker y Karla Álvarez.
- El juramento (2008) telenovela producida por Telemundo. Protagonizada por Natalia Streignard, Osvaldo Ríos y Dominika Paleta.
- Coraçőes Feridos (2012) telenovela producida por Íris Abravanel para SBT (Brasil). Protagonizada por Patrícia Barros, Flávio Tolezani y Cynthia Falabella.
- Lo imperdonable (2015) telenovela producida por Televisa. Protagonizada por Ana Brenda Contreras, Iván Sánchez y Grettell Valdez.

## Premios y nominaciones

### Premios TVyNovelas 2011
| Categoría               | Persona                                                    | Resultado |
| ----------------------- | ---------------------------------------------------------- | --------- |
| Mejor telenovela        | Carlos Moreno Laguillo                                     | Nominada  |
| Mejor actriz antagónica | Rocío Banquells                                            | Ganadora  |
| Mejor actriz coestelar  | Jessica Coch                                               | Nominada  |
| Mejor actor coestelar   | René Casados                                               | Nominado  |
| Mejor actor juvenil     | Eleazar Gómez                                              | Nominado  |
| Mejor tema musical      | Cuando me enamoro (de Enrique Iglesias y Juan Luis Guerra) | Ganador   |

### Premios People en Español 2011
| Categoría     | Persona         | Resultado |
| ------------- | --------------- | --------- |
| Mejor actriz  | Silvia Navarro  | Nominada  |
| Mejor actor   | Juan Soler      | Nominado  |
| Mejor villana | Rocío Banquells | Nominada  |

### Premios ACE 2012
| Categoría                  | Persona              | Resultado |
| -------------------------- | -------------------- | --------- |
| Mejor actor característico | Hugo Macías Macotela | Ganador   |

### Premios Oye 2010
| Categoría                                                             | Nominado(a)                         | Resultado |
| --------------------------------------------------------------------- | ----------------------------------- | --------- |
| Mejor Tema de Telenovela, Serie, Obra de Teatro o Película en Español | Enrique Iglesias y Juan Luis Guerra | Nominado  |

### TV Adicto Golden Awards
| Año  | Categoría     | Nominados       | Resultado |
| ---- | ------------- | --------------- | --------- |
| 2010 | Mejor villana | Rocio Banquells | Ganadora  |